# Bogorodszkoje (Habarovszki határterület)
Bogorodszkoje (oroszul: Богородское) falu Oroszország ázsiai részén, a Habarovszki határterületen, Ulcs járás székhelye. 
Népessége: 3900 fő (a 2010. évi népszámláláskor).

## Elhelyezkedése
Az Amur alsó folyásának jobb partján, Habarovszktól 820 km-re helyezkedik el. 
A szemközti parton ömlik az Amurba az Udil-tóból eredő Uhta folyó.  
A falu regionális jelentőségű repülőtere biztosítja a rendszeres légi összeköttetést a régió központjával, Habarovszkkal.

## Története
A járás az Amur vidékén élt ulcsa nyelvű tunguz (?) népcsoportról kapta nevét. Bogorodszkojet az Irkutszki kormányzóságból 1855-ben érkezett néhány orosz család alapította a Tencsa nevű tunguz település helyén. Bogorodszkoje – akárcsak az Amuron feljebb elterülő Troickoje – a Habarovszk és Nyikolajevszk-na-Amure közötti postaút egyik állomása volt. Lakói a postaút kiszolgálásával, fakitermeléssel, halászattal foglalkoztak. A vidék első aranylelőhelyének felfedezése után, az 1870-es években kereskedők, aranyfelvásárlók is letelepedtek a faluban. 1911-ben 34 család lakott a településen. 
1965-ben lett az újonnan (vagy újból) megalakított Ulcs járás székhelye.